# モータルコンバット
『モータルコンバット』 (Mortal Kombat、略称：MK) は、ミッドウェイゲームズが1992年に開発・発売した対戦型格闘ゲーム、およびそのシリーズの総称。日本においては『モーコン』と略されることもある。
米国での1作目はミッドウェイによるアーケード版が初出。日本では1992年12月中旬にアーケード版をタイトーがライセンス販売。家庭用ではアクレイムジャパンより『モータルコンバット』がスーパーファミコン、メガドライブ、ゲームボーイ、ゲームギア用に移植されたものが初上陸となる。
タイトルの綴りは本来『Mortal Combat』が正しいが、本シリーズにおいては「C」が頭文字の英単語は先頭の「C」を「K」に意図的に差し替えて表記する（例：Continue → Kontinue）。

## 概要
1992年10月、実写取り込みのキャラクターが登場する2D対戦型格闘ゲームとして初代『モータルコンバット』はリリースされた。同作においては対戦に敗れた相手を惨殺する演出である「フェイタリティ（Fatality）」が取り入れられており、賛否両論を呼んだ。
シリーズを重ねる中で様々な変遷を遂げてきた一方、フェイタリティは目玉要素として必ず取り入れられている。また、本シリーズは「残虐格闘ゲーム」と呼ぶべきジャンルを形成、数多くのフォロワーが生まれた。
第1作目は、スーパーファミコン、ゲームボーイ、メガドライブ、メガCD、ゲームギアなど、数多くの機種に移植されている。『MKII』以降もAmigaやセガ・マスターシステム、スーパー32X、セガサターン、LSIゲームなど多くの機種向けに移植された。
コミカライズやアニメーション作品といったメディアミックス展開も行われ、後にポール・W・S・アンダーソン監督によって1995年に映画『モータル・コンバット』が制作された。MPAAによるレーティングはPG-13であるため、残虐なシーンは皆無に等しく、ヒロイック要素が強い作品に仕上がっている。続編の『モータルコンバット2』も制作され、監督のアンダーソンをはじめ主要キャストがほぼ交代している。

## 本編作品

### Mortal Kombat
略称「MK」。サブ・ゼロのフェイタリティ「Spine Rip」は「脊髄ごと首を引き抜く」というショッキングな内容であり、あまりのインパクトの強さに、北米のみならず日本のゲーマーからも注目を浴びた。1993年1月8日には、カリフォルニア州のアーケードゲーム事業者が連名で、本作のようなゲームの稼働停止を求める公開書簡を送っていた。
本作の登場が北米のレーティング審査機関であるエンターテインメントソフトウェアレイティング委員会（ESRB）設立の一翼を担ったとされている。イタリアでは本作の違法コピー基板が押収された例もあり、2019年にはこの出来事やメディア展開を受け、アメリカのストロング国立演劇博物館が主宰するゲームの殿堂入りを果たした。なお、本作のみランキングがスコア形式となっており、『MKII』以降は勝利数で順位の決まるランキング形式になっている。
各バージョンの特徴
SFC版、SNES版は流血表現が規制され、一部キャラクターのフェイタリティが変更されているが、MD版、GG版、メガCD版の残虐描写はアーケード版の内容を忠実に再現しており（MD、GG版は隠しコマンドの入力を要する）、アーケード版も設定により変更可能。
開発
忍者のゲームを作ろうとしてミッドウェイに却下されたことが、本作の開発のきっかけとなった。開発チームはキャラクターを大きく表示したいという考えから、実写取り込みという手法を用いた。
メモリスペース節約の観点から、カラーパレットを変えて別人にするなどの対策が取られた。また、フェイタリティというシステムは、ピヨり（気絶）中の相手を攻撃する面白さから、試合の最後に入れてはどうかという考えから生まれた。
| プレイアブル | リュウ・カン / ライデン / ソニア / カノウ / サブ・ゼロ / スコーピオン / ジョニー・ケイジ |
| NPC          | レプタイル / ゴロー / シャン・ツン                                                       |

### Mortal Kombat II

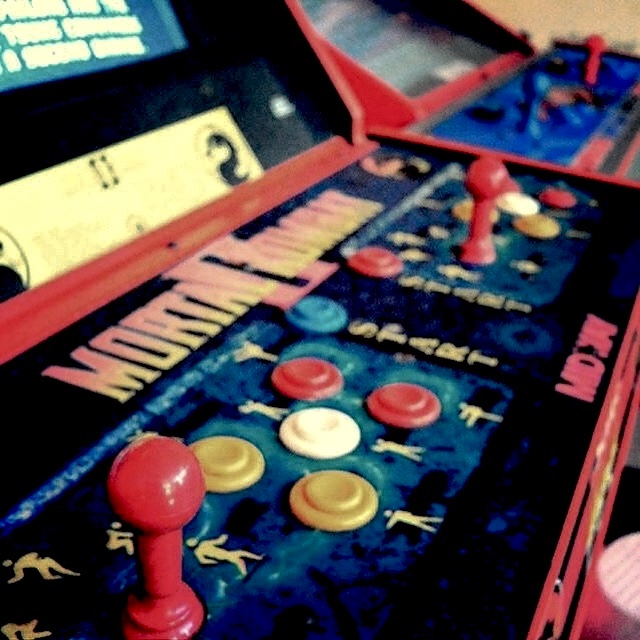
『MKII』のアーケード筐体

略称「MKII」、またはアラビア数字表記の「MK2」。日本ではアクレイムジャパンがゲームボーイ、メガドライブ、SFC、PlayStation、セガサターン向けに販売していた。また、『MK』とセットで移植されたGB向けソフト『Mortal Kombat & Moral Kombat II』が発売されている。
各バージョンの特徴
SFC版は前作同様表現に規制が加えられており、血の色が緑に変更され、フェイタリティ発動時にモノクロ画面に変化する。GB版では一部のフェイタリティが変更され、人骨もシンプルなグラフィックになっている。MD版は隠しコマンドを入力するとアーケード版の内容をほぼ再現した残虐描写が解禁される。PSやセガサターンへの移植も行われているが、サウンド関係のバグ、COM戦で投げが繰り出せないなどの不具合が確認されている。
システム
硫酸のプールや天井のスパイクなどステージのギミックを利用してトドメを刺す「Stage Fatality」が導入され、ダンスを踊る、相手にプレゼントを贈るなどして友好を示す「Friendship」、相手を赤子に変える「Babality」といった残虐性の無いフィニッシュムーブも追加されている。前作では各キャラクターごとに1つのみだったフェイタリティが2つ（スコーピオン、シャン・ツンのみ3つ）に増えている。
その他
本作および後発の一部作品では、アッパーカットがヒットした際、稀に「Toasty!」というボイスとともに画面右下から謎の男性が現れるという演出が取り入れられており、次回作である『MK3』にも引き継がれた。この男性はサウンド担当のダン・フォーデンであり、日本語話者の耳には登場する際のボイスが「トッシー!」と聞こえることから「トッシー」または「トッシーおじさん」という通称で呼ばれることもある。GENESIS版では裏技を使うとフォーデンの息子が描いた落書きに変化する。
GENESIS版のみ特定の条件下に限り、相手を移植に携わったProbe SoftwareのスタッフのFergus McGovernに変えるフィニッシュムーブ「Fergality」が使用できる。
| プレイアブル | リュウ・カン / ライデン / ジョニー・ケイジ / スコーピオン / サブ・ゼロ / レプタイル / シャン・ツン / クン・ラオ / ジャックス / キタナ / ミレーナ / バラカ |
| NPC          | スモーク / ジェイド / ヌーブ・サイボット / キンタロー/ シャオ・カーン                                                                                     |

### Mortal Kombat 3
略称「MK3」。ソニー・コンピュータエンタテインメントより発売されたPS版はローカライズが施された唯一の作品で、各種デモのナレーションを麦人が手掛けた。北米では初期のPS本体に本ソフトが付属していた。スコーピオンやキタナを筆頭とする忍者はサブ・ゼロとヌーブ・サイボットを除いて削除されており、主要人物のライデンとジョニー・ケイジも登場しない。本作から「MKG」までのアーケードモードは「BATTLE PLAN」（Choose Your Destinyとも呼ばれる）の難易度を選択してから対戦がスタートする形式になっている。また、一部のステージでアッパーカットを受けた側が天井を突き破ってステージを移動する演出が追加されている。
システム
特定の順番でボタンを押すことで硬直をキャンセルしたコンボを繰り出せる「チェインコンボ」が導入されており、キャラクターごとに性能の異なる複数のチェインコンボが存在する。『MK』の段階で既に確立されていた「ジャグルコンボ（空中コンボ）」の概念も正式に導入されている。これらのリニューアルに伴い、コンボを決めた際にヒット数とダメージ率が表示され、スタミナゲージを消費することでダッシュが可能になった。新規に、動物や架空の猛獣に変身して敵を屠り去るフィニッシュムーブ「Animality」と、これを使用するための必須条件となっている、相手の体力を僅かに回復してラウンドを再開する「Mercy」が導入されている。
| プレイアブル             | リュウ・カン / クン・ラオ / ソニア / ジャックス / カノウ / サブ・ゼロ / シャン・ツン / シンデル / ナイトウルフ / カバル / ストライカー / シーヴァ / セクター/ サイラックス / スモーク（サイボーグ） |
| NPC（MK3）               | ヌーブ・サイボット / モタロー / シャオ・カーン |
| 追加キャラクター（UMK3） | スコーピオン / キタナ / ジェイド / レプタイル / スモーク（人間）/ クラシック・サブ・ゼロ / ミレーナ / アーマック / ヌーブ・サイボット                                                               |
| 追加キャラクター（MKT）  | ライデン / ジョニー・ケイジ / バラカ / ゴロー / キンタロー / レイン / カメレオン（PS版、PC版、SS版） / カメレオン（雌）（N64版） / モタロー / シャオ・カーン                                        |

#### Ultimate Mortal Kombat 3

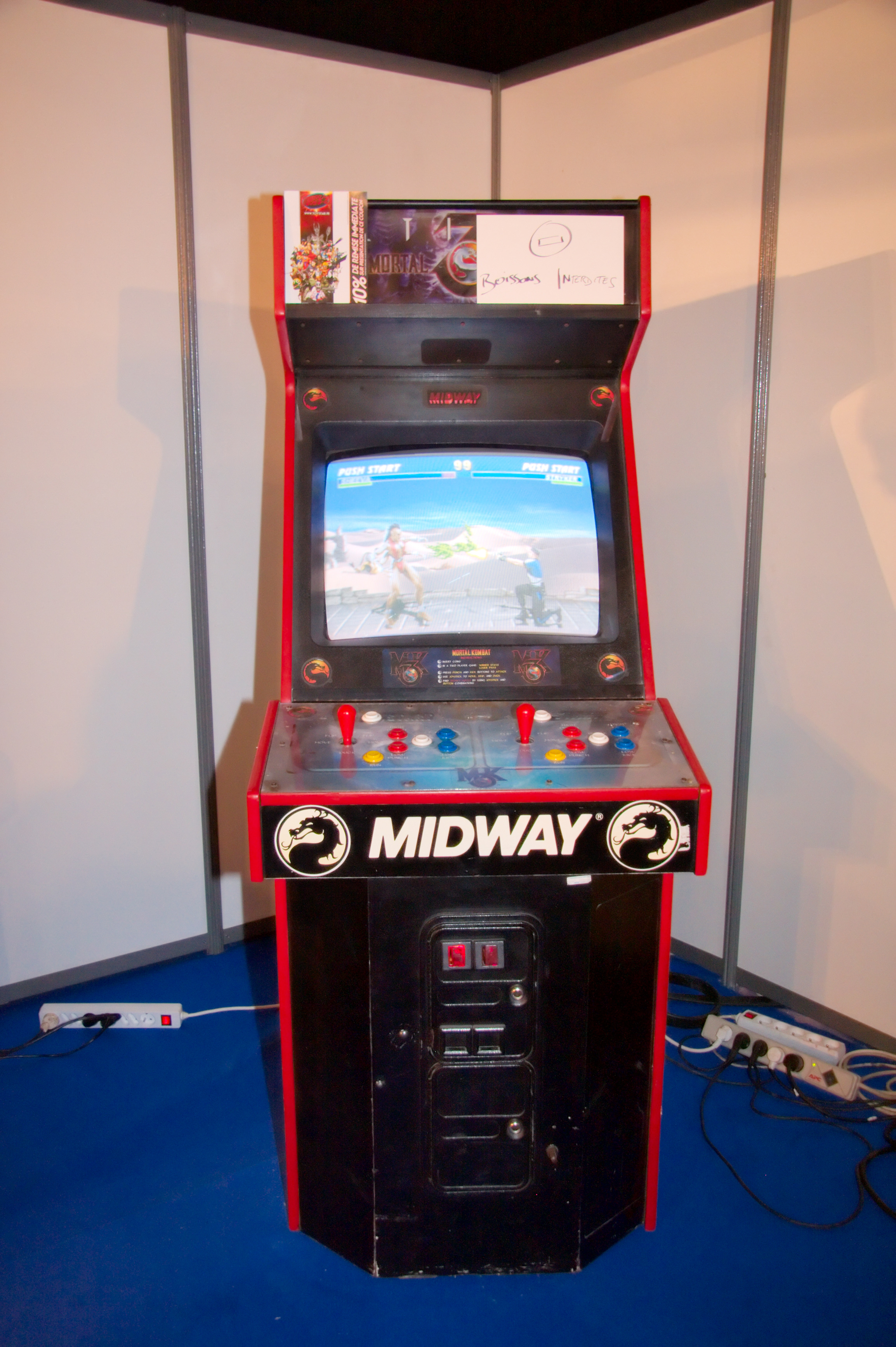
UMK3アップライト筐体

略称「UMK3」。『MK3』の拡張版。スコーピオンやキタナなどの忍者が復活し、新キャラクターが追加された。本作は数多くの機種に移植されており、iPad版は2011年2月10日に日本でも配信された。海外版DS向けの移植作品『Ultimate Mortal Kombat』は、上の画面にコマンド表が常時表示されており、ワイヤレス通信による対戦、ニンテンドーWi-Fiコネクションによるオンライン対戦をサポートしている。後述の『Mortal Kombat: Deception』のおまけモードである「Puzzle Kombat」も収録。一部機種では、高速で打撃を繰り出し続けて相手の肉体を破壊するフィニッシュムーブ「Brutality」が追加されており、各キャラクター固有の長いコマンドの入力が発動条件となっている。
評価
海外版GBA向けの移植作品『Mortal Kombat: Advance』は強力なAIを持つCPUによる非常に高い難易度や、少ないボタン数などに起因する劣悪な操作性といった要素により、ゲーム雑誌Electronic Gaming Monthlyから0点という評価を下された。

#### Mortal Kombat Trilogy
略称「MKT」。『UMK3』の拡張版。対応機種はPS、N64、PC、セガサターン。日本ではソフトバンクよりPS向けに発売。『UMK3』までのキャラクターを結集させた、実写時代の『MK』の集大成的な作品。基本的なシステム、ストーリーは『UMK3』を踏襲。
システム
攻撃がヒットまたはガードされると画面下に「AGGRESSOR」の文字が少しずつ表示され、完全に溜まると短時間スピードと攻撃力が上昇し、移動の際に残像が描かれるシステム「AGGRESSOR」が搭載されている。
各バージョンの特徴
PS版では、一部のキャラクターはコマンド入力によって旧作のグラフィックに変化する。N64版は容量の関係で一部キャラクターが削除された一方、カメレオン（雌）、そしてシャオ・カーンのフェイタリティが追加された。N64版以外の機種においては、隠しキャラクターのカメレオン（雄）を使用できる。

### Mortal Kombat 4
略称「MK4」。対応機種はPS、N64、ゲームボーイカラー、PC。Digital Eclipseが開発した2Dグラフィックのゲームボーイカラー版は1998年12月12日に発売。現時点で最後のアーケード作品であり、日本では家庭版は本作以降発売されていない。本作ではキャラクターのグラフィックが3Dポリゴンで描画されている。N64版のエンディングはリアルタイムレンダリング映像で、PS版と『MKG』ではプリレンダリング映像で再生される。
1999年9月9日にドリームキャスト専用の拡張版『Mortal Kombat Gold』（略称 : MKG）が発売されており、バラカ、サイラックス、キタナ、クン・ラオ、ミレーナ、セクターが追加された。同作は開発期間が短期だったこともあり、多数のバグが確認されている。発売から1ヶ月後、致命的なバグが修正され、ビジュアルメモリに対応したVer2.0（赤ディスク）がリリースされたが、不具合は完全には修正されていない。
システム
全キャラクターのチェインコンボのモーションが統一され、コンボキャンセルから特殊技を繰り出せる。剣、メイスなどの武器や緊急回避のアクションが追加されたほか、一部ステージの地面に投擲可能な岩、生首が点在している。同作と『MKG』のみコンボのダメージが40%を超えると、お互いが吹き飛び強制的にコンボが途切れるシステム「MAXIMUM DAMAGE」が搭載されており、これは『MK3』から『MKT』において、多数の大ダメージ・即死コンボが確立されたため、対策として導入されたシステムである。
FriendshipやBabalityなどのフィニッシュムーブは削除されている。キャラクターセレクト画面にてコマンドを入力するとコスチュームが変化し、キャラクターによっては2種類用意されている。隠し要素として外皮が溶けた状態のキャラクターを使用でき、これが『MK:A』に登場するミートの原型にもなっている。
評価
Game*Sparkのrate-datは、『鉄拳』や『デッド オア アライブ』といったポリゴンを採用した同年代の格闘ゲームと比較すると、『MK4』はあまり新鮮味のない作品だったと指摘しており、評価も振るわなかったと説明している。
| プレイアブル            | スコーピオン / サブ・ゼロ / リュウ・カン / ライデン / ソニア / ジャックス / ジョニー・ケイジ / レプタイル / カイ / フウジン / ジャレック / ターニャ / レイコ / シノック / クァン・チー / ゴロー / ヌーブ・サイボット |
| 追加キャラクター（MKG） | キタナ / ミレーナ / クン・ラオ / バラカ / サイラックス / セクター |

### Mortal Kombat: Deadly Alliance
略称「MK:DA」。対応機種はPlayStation 2、Xbox。日本での発売は見送られた。GBA向けに本作の移植版とマイナーチェンジ版『Mortal Kombat: Tournament Edition（略称 : MK:TE）」が発売されており、一部キャラクターが差し替えられている。
システム
本作から『MK:A』にかけて既存の3D格闘ゲームの流れを汲んだものとなっており、ステージの奥行きを利用した軸移動が可能となっている。フェイタリティは各キャラクターごとに1つのみ用意され、その他のフィニッシュムーブが全て削除されている反面、格闘スタイルと武器を切り替えて戦うシステムが搭載されている。刃物を持つキャラクターは相手に突き刺すことによりラウンド中は武器を使用できなくなる代わりに、相手は決着が付くまで体力が減少し続ける。
ゲームモード
『MK』以来となるステージ間のミニゲーム「Test Your Might」が復活しており、コインを消費してコンセプトアートやキャラクター、コスチュームといった隠し要素を解禁する「Krypt」、各キャラクターの技やコンボを学習する「Konquest」など新規のモードを収録。
ストーリー
本作の物語は、スコーピオンのエンディングの続きであり、スコーピオンは自らの一族を殺した妖術師クァンチーをネザーレルムへ追放したところから物語が始まる。だが、クァンチーは堕神シノックから盗んだアミュレットを用いてネザーレルムから逃走する。彼は逃走先で見つけた古代の龍王の墓を世界征服に利用できることに気づき、利害の一致からシャン・ツンと同盟を結ぶ。2人がネザーレルムの支配者シャオ・カーンと人間界のモータルコンバットの優勝者リュウ・カンを抹殺したことにより、ライデンが守護者の地位を捨てて対応に乗り出す。2人はライデンの仲間たちを次々と殺した後、シノックのアミュレットをめぐり、殺し合いへと発展する。クァン・チーの勝利で幕を閉じるかと思いきや、かつて外界を支配していた龍王オナガが復活する。2人は一時休戦し、ライデンとともにオナガに立ち向かうも歯が立たず、最終的にはライデンがオナガを撃退すべく捨て身の一撃を放って死亡するも犬死に終わり、シノックのアミュレットをオナガが持って行く場面で物語は『Mortal Kombat:Deception』へと続く。
| プレイアブル | クン・ラオ / ソニア / カノウ / ジョニー・ケイジ / クァン・チー / シャン・ツン / ライデン / キタナ / ジャックス / レプタイル / サイラックス / ケンシ / ボー・ライ・チョー / リ・メイ / マバド / フロスト/ス・ハオ / ニタラ / ドラミン / ブレイズ / モカップ |
| MK:TEのみ    | サリーナ / ヌーブ・サイボット / セクター |
| NPC          | モロク |

### Mortal Kombat: Deception
略称「MK:D」。初回限定版にはアーケード版『MK』の移植版が収録されており、2005年3月1日に北米にてシャオ・カーン、ゴローがプレイアブルキャラクターとして追加されたゲームキューブ版が発売された。2006年にPSP向けのアップデート版『Mortal Kombat: Unchained』（略称「MK:U」）が発売され、GC版の追加キャラクターに加えてキタナ、ジャックス、フロスト、ブレイズが追加されている。
ゲームモード
冒険家の青年シュジンコウ（Shujinko）を操作するアドベンチャー型のストーリーモードとしてリニューアルされた「Konquest」、キャラクターたちをチェスの駒になぞらえた「Chess Kombat」、デフォルメされたキャラクターが登場する落ち物ゲーム「Puzzle Kombat」などが用意されている。Konquestでは『MK:DA』までの一部のキャラクターがNPCとして登場しており、話しかけるとコインを譲渡されたり、依頼を受ける、勝負を挑まれるなどのイベントが発生する（ただし、近づくと即座に姿を消したり、背景に映っているのみで話しかけられない場合もある）。
システム
基本システムは前作『MK:DA』をほぼ踏襲。各キャラクターは2種類のフェイタリティを持つ。新たに、敵のコンボや初撃を強制的にキャンセルさせる「Breaker」が導入されており、1マッチにつき3回まで使用できる。同作と『MK:U』のみ、敗北後に自決するコマンド「Hara-Kiri」が導入された。
ステージフェイタリティ同様にオブジェクトを利用して敵を死に至らしめる「Death Trap」が追加されており、試合中に場外に落としたり特定のオブジェクトに叩きつけることで発動する。
| プレイアブル             | スコーピオン / サブ・ゼロ / ナイトウルフ / シンデル / カバル / バラカ / アーマック / ボー・ライ・チョー / リュウ・カン / ライデン / ケンシ / リ・メイ / ジェイド / シンデル / ターニャ / ヌーブ・スモーク / ハヴィック / ホタル / シュジンコウ / キラ / ダイロウ / ダリウス / アシュラ / コブラ |
| 追加キャラクター（GC版） | シャオ・カーン / ゴロー |
| 追加キャラクタ（MK:U）   | キタナ / ジャックス / フロスト / ブレイズ |
| NPC                      | ソニア / ジョニー・ケイジ / クン・ラオ / シャン・ツン / クァン・チー / オナガ |

### Mortal Kombat: Armageddon
略称「MK:A」。対応機種はWii、PS2。PS2のみアーケード版『UMK3』の移植版を収録した初回限定版が発売されている。『MK:D』までのほぼ全てのキャラクターが登場している。
システム
基本システムは『MK:D』を踏襲しているが、スタイルは1つのみとなり、フェイタリティも連続で攻撃を加えていき、決定打を与えてトドメを刺す「Kreate-A-Fatality」に変更された。また、ジャストガードを成功させると相手の攻撃を拳で防ぐ「Parry」や、空中コンボが導入された。
ゲームモード
アクションゲームとしてリニューアルされた「Konquest」のほか、パーツの組み合わせ、スタイル、武器、攻撃モーション、特殊技、基本技、性別、配色、ボイスなどを自由に設定してキャラクターを作成する「Kreate a Fighter」、「Puzzle Kombat」のようにデフォルメされたキャラクターを操作するレーシングゲーム「Motor Kombat」が新規に追加されている。
| プレイアブル | スコーピオン / サブ・ゼロ / リュウ・カン / ライデン / クン・ラオ / キタナ / ソニア・ブレイド / ジョニー・ケイジ / ジャックス / カノウ / ミレーナ / バラカ / カバル / レプタイル / ヌーブ・サイボット / スモーク / サイラックス / セクター / ジェイド / シンデル / ナイトウルフ / ストライカー / アーマック / レイン / シャン・ツン / ゴロー / キンタロー / モタロー / シーヴァ / シャオ・カーン / カメレオン（雄） / カメレオン（雌）（Wii版） / クァン・チー / シノック / カイ / フウジン / ターニャ / ジャレック / レイコ / ケンシ / フロスト / ボー・ライ・チョー / リ・メイ / ス・ハオ / マバド / ニタラ / ドラミン / シュジンコウ / ダイロウ / ダリウス / アシュラ / ハヴィック / ホタル / キラ / コブラ / モカップ / オナガ / サリーナ / ミート / テイヴン / ディーゴン / ブレイズ |

### Mortal Kombat vs. DC Universe
略称「MKvs.DCU」。対応機種はPS3、Xbox 360。使用エンジンはUnreal Engine 3。『スーパーマン』や『バットマン』などで知られる「DC Universe」とのクロスオーバー作品。レーティングはESRB:T（13歳以上）で、グロテスクな演出はかなり控えめになっている。
「モータルコンバット」サイドのキャラクターと「DC Universe」のヴィランはフェイタリティを使用する一方、バットマンなどのヒーローは相手を殺めず制裁を加えるフィニッシュムーブ「Heroic Brutality」を持つ。
本作よりチャプター毎に使用キャラクターを切り替えながら進行する「ストーリーモード」が追加された。
なおシリーズの開発元であるミッドウェイゲームスは2009年に経営不振により倒産したため、同作は同社が開発・発売した最後のシリーズ作品となった。
| モータルコンバットサイド | スコーピオン / サブ・ゼロ / ライデン / リュウ・カン / キタナ / ソニア・ブレイド / ジャックス / カノウ / バラカ / シャン・ツン / シャオ・カーン                                         |
| DCユニバースサイド       | バットマン / スーパーマン / グリーンランタン / フラッシュ / ワンダーウーマン / キャプテンマーベル / キャットウーマン / ジョーカー / デスストローク / レックス・ルーサー / ダークサイド |
| NPC                      | ダーク・カーン |

### Mortal Kombat（2011年）
通称「MK9」、「MK 2011」。2011年4月にPS3とXbox 360向けに発売され、PlayStation Vita版は2012年5月に発売。拡張版『Mortal Kombat: Komplete Edition』は、2012年2月にXbox 360とPS3向けに、2013年7月にMicrosoft Windows向けに発売。発売。正式なタイトルは1作目と同様 『Mortal Kombat』だが、区別のため 『Mortal Kombat 9』 と表記されることが多い。ゲームエンジンは、前作に引き続きUnreal Engine 3を使用。同作からミッドウェイゲームスの権利を買収した Warner Bros. Interactive Entertainment が販売を担当し、開発は同社の傘下グループのNetherRealm Studiosが担当している。
タイトルが示す通り「原点回帰」をテーマとして開発された同作は、シリーズを重ね様々な派生作品がリリースされたことによるエピソードや設定の氾濫・矛盾を解消させ、『MK』から『MKT』までのストーリーを再構成している。『MKT』までのキャラクターが一部を除いて登場している反面、『MK4』以降の追加キャラクターはクァン・チーとケンシのみ登場。新キャラクターとして、『MKII』の開発段階で登場する案が用意されており同作で実現した「スカーレット（Skarlet）」、サブ・ゼロ（カイ・リャン）がサイボーグ化した「サイバー・サブ・ゼロ（Cyber Sub-Zero）」が登場する。
システム
『MK:DA』から『MKvs.DCU』まで採用されていたZ軸移動を廃し、2D座標に回帰している。新たに「Super Meter」が導入され、特殊技の使用、攻撃を受けるかガードされた際にゲージが蓄積されていく。ゲージは3セクションに分かれており、1つ消費で特殊技を強化した「Enhanced Attack」、2つ消費で敵の攻撃を弾いて距離を置く「Breaker」、3つ消費で必殺技「X-ray move」を発動できる。これは、初撃がヒットするとさながら「レントゲン写真（X-ray）」のように皮膚のみを透過して内臓や骨を映し、それらを破壊ないし損傷させて大ダメージを与える技である。
シークレットフェイタリティ、ステージフェイタリティのほか、Babalityといった過去作のフィニッシュムーブも取り入れられている。
DLC
同作からスキンやフェイタリティ、追加キャラクターなどの各種ダウンロードコンテンツに対応しており、ゲストとして『エルム街の悪夢』のフレディ・クルーガー、PS3版とPS Vita版のみ『ゴッド・オブ・ウォー』のクレイトスが配信されている。Xbox 360版では、特定モードでXbox LIVEのアバターが使用できる。
2012年にXbox 360、PS3 、PS Vita 、PC 向けにリリースされた完全版「Mortal Kombat: Komplete Edition」は既存のDLCが全て収録された上で、ゲームモードやコスチュームが追加されている。
受賞歴
「Video Game Awards 2011」では、ベスト格闘ゲーム（Best Fighting Game）を受賞している。
| プレイアブル | スコーピオン / サブ・ゼロ / リュウ・カン / ライデン /クン・ラオ/ キタナ / ジェイド / ジョニー・ケイジ / ソニア・ブレイド / ジャックス / ナイトウルフ / ストライカー / カバル / カノウ / シンデル / ミレーナ / バラカ / アーマック / リープテイル / スモーク / セクター / サイラックス / シーヴァ / シャン・ツン / クァン・チー / サイバー・サブ・ゼロ / トレマー（PS Vita版のチャレンジ・タワーのみ） |
| DLC          | スカーレット / レイン / ケンシ / クレイトス（PS3版、PS Vita版） / フレディ・クルーガー |
| NPC          | ゴロー / キンタロー / シャオ・カーン |

### Mortal Kombat X
略称「MKX」。Warner Bros. Interactive Entertainment が販売し、NetherRealm Studiosが開発を担当。使用エンジンは改良された「Unreal Engine 3」。対応機種はWindows、PlayStation 4、Xbox One、iOS、Android端末、Microsoft Windows（Steam）。PS3版とXbox 360版は延期の末に発売中止となった。PS4版、Xbox One版は2015年4月14日発売。2016年1月、全DLCを同梱した新パッケージ『Mortal Kombat XL』を発表し、PS4とXbox One向けに同年3月1日発売。Steamでは2016年10月04日に配信された。
iOS、Android版はコンソール版と異なり、シンプルなゲームシステムとなっており、日本語ローカライズが施されている。なお、2019年2月27日をもって「Mortal Kombat Mobile」へと改題された。
ストーリーは前作『MK9』の終了から25年間に起こる出来事を描く。ジョニー・ケイジの格闘センスを受け継いだ娘「キャシー・ケイジ（Cassie Cage）」や、ハードボイルドなガンマン風の「エロン・ブラック（Erron Black）」といった個性的な新キャラクターも追加されており、ボー・ライ・チョー、シノックといった『MK4』以降のキャラクターも一部復活し、外伝作品『MK:SF』に登場した忍者「トレマー」も参戦している。
フェイタリティも旧作とは異なり、対戦相手が無残な姿になった状態をメインに映すという、より残虐さが増した演出となっている。
DLC
ゲストとして『プレデター』よりプレデター、『13日の金曜日』よりジェイソン・ボーヒーズ、『悪魔のいけにえ』よりレザーフェイス、『エイリアン』よりエイリアン（ゼノモーフ）が参戦している。サブ・ゼロ、スコーピオンなど初期の作品から登場している一部のキャラクターは実写取り込み時代のフェイタリティを再現したDLCが配信されている。
システム
各キャラクター毎に3種類のバリエーション（Variation）が用意されており、たとえばスコーピオンの場合は「HELLFIRE / NINJUTSU / INFERNO」から選択できる。また、バリエーションによってキャラクターの容姿や技が変化する。同じくNetherRealm Studios開発の『インジャスティス:神々の激突』と同様に、ステージ内のオブジェクトやギミックを用いた移動や攻撃が可能となっており、たとえば「Snow Forest」という森林のステージの場合、木を折って相手に叩きつけることができる。Brutalityは特定の条件下とコマンドで体力を0にするとダイレクトにトドメに移行する仕様に変更され、コマンド入力によって演出が変化する物も存在する。新たに、ネット対戦中に通信を切断すると、使用キャラクターが死亡するペナルティを課されるシステム「Quitality」、Faction Warでプレイヤーが所属する組織のメンバーがトドメを刺す「Faction Kill」が導入されている。
評価
BRZRKは「ファミ通」に寄せた記事の中で、システムは『インジャスティス:神々の激突』の進化版といった感じだとしつつも、壁を突き破ってステージを移動するといった演出が削除された分、ダイナミック感が若干薄れてしまったと指摘している。また、BRZRKはストーリーモードについて、複数のキャラクターの視点から物語が展開されることに加え、ゲーム序盤からQTEがあったりとストレスフルな状態にあるため、物語が頭に入ってこないとも話している。
モバイル版に対する評価
アプリレビューサイト「アプリゲット」のむらさきは、タップやスワイプを主体としたモバイル版の操作体系が非常に快適であると評価しており、プレイヤーキャラクターの強化についても評価している。むらさきはグラフィックが美しい分、データ容量が1.5Gと重いと指摘している。アプリレビューサイト「Appliv」編集部も、直感的な操作体系やプレイヤーキャラの強化といった仕様を評価している。
| プレイアブル | スコーピオン / サブ・ゼロ / ライデン / ジョニー・ケイジ / ソニア / ジャックス / ケンシ / クァン・チー / リュウ・カン / クン・ラオ / キタナ / ミレーナ / カノウ / アーマック / レプタイル / キャシー・ケイジ / ジャッキー・ブリックス / タケダ / クン・ジン / コータル・カーン / デ・ヴォラ / エロン・ブラック / フェラー/トール / シノック |
| DLC          | ゴロー / ターニャ / ボー・ライ・チョー / トレマー / トライボーグ / ジェイソン・ボーヒーズ / プレデター / レザーフェイス / エイリアン |
| NPC          | シンデル / バラカ / レイン / コラプテッド・シノック |

### Mortal Kombat 11
略称「MK11」。2019年4月23日に米国にて発売。対応機種はPS4、Xbox One、Nintendo Switch、Microsoft Windows（Steam）。
ストーリーは、時を司る古代神「クロニカ（Kronika）」と彼女と対峙するリュウ・カンやライデン達の壮絶な戦いを描いており、異なる時間軸の同一人物が登場する場面もある。
2020年5月26日の無料アップデートにて『MKT』以来となる「Friendship」が追加され、ライデンのフレンドシップはウクライナのダンスグループであるライトバランスのパフォーマンスをモデルとしている。
システム
カスタマイズ機能が導入され、バリエーションの名前、キャラクターのスキン、装備品、武器のスキン、アビリティ（最大3つまで使用可能）、登場演出、勝利演出などを設定できる。ゲージの仕様が変更されており、本作では攻撃用と防御用の2本に分かれている。前作の要素のうち、Brutality、Quitalityなどは継承されている一方、超必殺技「X-Ray move」は「Fatal Blow」へと変更され、「体力が30％以下まで減少する」という発動条件が設けられ、 使用できる回数も1マッチにつき1回に制限されている（不発の場合は一定時間経過した後に再び発動できる）。MercyやParryといった過去作のシステムも一部復活した。
DLC
DLCとして配信されたシャン・ツンは1995年の映画版で同役を演じたケイリー＝ヒロユキ・タガワが声とフェイスモデルを担当した。後にライデン、ソニア、ジョニー・ケイジを同映画で演じた役者をモチーフとしたスキンも配信されている。本作の予告編の音楽はベルギーのDJディミトリ・ヴェガスが担当しており、後にサブ・ゼロの見た目や音声をヴェガスのものに差し替えられるスキンが無料配信された。ゲストは『ターミネーター』よりT-800、『バットマン』よりジョーカー、スポーン、ロボコップ、『ランボー』よりジョン・ランボーが参戦している。
なお、ファンの間では『スクービー・ドゥー』のシャギーが参戦するのではないかと噂されていたが、NetherRealm Studiosが明確に否定している
| プレイアブル | スコーピオン / サブ・ゼロ / リュウ・カン / ライデン / クン・ラオ / キタナ / ジェイド / ジョニー・ケイジ / ジャックス / ソニア / カノウ / バラカ / カバル / ヌーブ・サイボット / フロスト / スカーレット / キャシー・ケイジ / ジャッキー・ブリッグス / コータル・カーン / エロン・ブラック / デ・ヴォラ / セトリオン / ゲラス / コレクター |
| DLC          | シャオ・カーン / シャン・ツン / ナイトウルフ / シンデル / フウジン / シーヴァ / レイン / ミレーナ / T-800 / ジョーカー / スポーン / ロボコップ / ジョン・ランボー |
| NPC          | サイラックス / セクター / クロニカ |

開発
本作の開発はNetherRealm Studiosの指揮のもと、複数のスタジオが担当している。うち、PS5およびXbox Series X|S版はNetherRealm Studios自身が担当し、PC版はQLOCが、Nintendo Switch版はShiver Entertainment/Saber Interactiveがそれぞれ担当している。

評価
日本国外のメディアによるレビューでは、新たに採用されたシステムやストーリーが評価された一方、課金要素への不満もあった。タレントのBJ Foxはニュースサイト「Game Watch」に寄せた記事の中で、しっかりとしたゲーム性や、奥の深いストーリーなど、単なる残酷ゲームを超えた品質だと評価している。
一方、ニュースサイト「AUTOMATON」のTaijiro Yamanakaによると、Nintendo Switch版ではキャラクターの顔が怖くなってしまったとファンの間で話題になったという。

### Mortal Kombat 1
略称「MK1」。NetherRealm Studiosが開発を担当し、Warner Bros. Gamesより発売。『MK11』の続編であり、『MK9』に続く、シリーズ2作目のリブート作品。対応機種はNintendo Switch、PlayStation 5、Windows、Xbox Series X/S。Kollector's EditionおよびPremium Editionは2023年9月14日に発売され、Standard Edition（通常版）は2023年9月19日に発売。
「san diego comic con 2024」にて、『MK1』本編終了後の物語と、『MKT』以来となる「Animality」、『スクリーム』よりゴーストフェイス、『ターミネーター2』よりT-1000、『コナン・ザ・グレート』よりコナンといった追加のゲストを収録した「Khaos Reigns」が2024年9月24日に配信予定と発表された。

### Mortal Kombat: Legacy Kollection
モータルコンバットシリーズのオムニバスで、ソニー・インタラクティブエンタテインメントが2025年6月5日に配信した「State of Play」にて発表された。Digital Eclipseが開発を担当し、Atari Interactiveより発売される予定である。

## 外伝作品

### Mortal Kombat Mythologies: Sub-Zero
略称「MKM:SZ」。シリーズ初の外伝作品。主人公はサブ・ゼロ（ビ・ハン）であり、時系列は『MK』の大会開催以前。ライデンの弟フウジン、クァン・チーとシノックはこの作品から登場した。なお、本作が実写取り込みを用いた最後の作品である。

### Mortal Kombat: Special Forces
略称「MK:SF」。ジャックスを主役に据えた作品。『MKM:SZ』とは異なり、俯瞰視点のゲームとなっている。後に『MKX』に参戦するトレマーの初登場作品である。

### Mortal Kombat: Shaolin Monks
略称「MK:SM」。リュウ・カンとクン・ラオを主役としたアクションアドベンチャーゲーム。ストーリーは、『MK』の大会後から『MKII』のラストまでをベースにしているが、一部に設定と食い違う箇所が存在する。ストーリーモードでは、有効範囲内の敵を一網打尽にするフィニッシュムーブ「Multality」を使用できる。
隠し要素として、条件を満たすことでアーケード版『MKII』の完全移植版を遊ぶことができる。

## 用語集
フェイタリティ、究極神拳（きゅうきょくしんけん） / Fatality
既にグロッキー状態の相手を主に残酷な方法で倒す、各キャラクター固有の演出。
シリーズにおける基本的なフェイタリティ発動手順は以下の通り。
1. 2ラウンド先取りすると「Finish Him（Her）!（トドメを刺せ）」のアナウンスがかかる。ただし、この時一発でも攻撃を当てると通常のK.O.で終了する。
2. 相手が倒れる前にフェイタリティのコマンドを正確に入力する。入力受け付け時間の長さは作品によって異なる。ほとんどのフェイタリティは、コマンドとは別に相手との距離も発動条件にある。
3. フェイタリティが発動し、一連の演出が流れる。

作品によって数は異なるが、1人当たり1〜3種類のフェイタリティを持つ。主に相手を惨殺するという点は共通しているが、恐ろしい素顔を見せてショック死させる、爆弾で地球ごと爆破といった奇抜なフィニッシュも存在する。フェイタリティをはじめ、後述するステージフェイタリティ、Friendshipなどのコマンドは伝統的に“隠し”扱いとなっており、ほとんどの作品では説明書に記載されていない。
ステージフェイタリティ / Stage Fatality
初出は『MKII』。強酸の沼に叩き落とす、天井のスパイクで串刺しにするなど、ステージの地形やギミックを利用したフェイタリティ。「The Dead Pool」や「Pit」など一部のステージで専用コマンドを入力することで発動する。
『MK:D』および『MK:A』では、通常のリングアウト扱いとなっているため、穴に落としたり特定のオブジェクトに叩きつけるだけで発動する。こちらは「Death Trap」として区別されることが多い。Death Trapは、1ラウンド目から対戦相手をいきなり串刺しにしたり細切れにすることが可能だが、次のラウンドでは何事もなかったかのように復活する。
『MK』では、「Pit」ステージでリュウ・カンのフェイタリティかアッパーカットでトドメを刺すと、相手が高所から落下する演出が入るため、これをステージフェイタリティの雛形と捉えることもできる。
Friendship
『MKII』から『MKT』、『MK11』のみ使用可能。踊ったり遊んだりして友好的な行動をとるフィニッシュムーブ。
『MK11』ではアップデートで追加された。
Babality
『MKII』から『MKT』、『MK9』のみ使用可能。相手を赤子に変えるフィニッシュムーブ。あくまで赤子の姿と精神状態に変えるので、機械化したキャラクターは面影を残したまま赤子に変化する。『MK9』ではアーケードモードにおいて特定の条件を満たすと、ボスに対して使用することもできる（2ラウンド先取後に自動的に発動する）。
Mercy
『MK3』から『MKT』、『MK11』のみ使用可能。勝負が3ラウンド目にもつれ込んだ時のみ発動できる。専用コマンドを入力することで、相手の体力を少しだけ回復して勝負を再開する。後述のAnimalityを発動するためには、先にMercyを発動する必要がある。
Animality
『MK3』から『MKT』、『MK1』のみ使用可能。動物や恐竜、架空の猛獣などに変身してトドメを刺す。Mercyを実行した側、受けた側どちらでも発動可能。
『MK1』ではアップデートで追加された。
Brutality
『UMK3』（SEGA GENESIS版、SNES版）と『MKT』のみ使用可能。相手の肉体が破壊されるまで攻撃を叩き込むフィニッシュムーブ。発動には各キャラクターごとの専用コマンドの入力を要する。
『MKX』以降では、特定の条件下と技で相手の体力を0にすることでダイレクトにトドメを刺す仕様となっており、一部のブルータリティはコマンド入力で演出が変化する。
チェインコンボ
初出は『MK3』。特定の順番で通常技ボタンを押すと、硬直をキャンセルしたコンボを繰り出せるシステムであり、各キャラクターごとに複数のチェインコンボが存在する。
『MK4』と『MKG』では全キャラクターのチェインコンボのモーションが統一され、コンボキャンセルから特殊技を繰り出す事が可能。
Breaker
初出は『MK:D』。コンボや初撃を強制的にキャンセルさせるシステム。1マッチにつき3回まで使用できる。『MK9』以降はゲージ消費で発動。
Parry
初出は『MK:A』。ジャストガードを成功させると発動し、相手の攻撃を弾くことができる。後に『MK11』で復活した。
Hara-Kiri
『MK:D』のみ使用可能。二本先取された場合にトドメを刺される前に自決するコマンド。
Heroic Brutality
『MKvs.DCU』におけるDCUサイドのヒーローが使用する。フェイタリティとは異なり、相手を殺めることなく制裁を加えるフィニッシュムーブである。
Kreate-A-Fatality
『MK:A』のみ使用可能。制限時間内に相手に攻撃を加えていき、最終的に首折りや胴体切断などの決定打を与えてトドメを刺すシステムとなっている。最高で11段まで攻撃を加えられるが、1段与えるごとに時間制限が短くなっていく。通常キャラクターと巨大キャラクター（ゴロー、キンタロー、モロク、オナガ、ブレイズ）とでは打撃とトドメの順序が異なる。また、決定打を与えるまでの手数によってフェイタリティの名称が変化する（「Fatality」（初手）から「Ultimate Fatality」（11手）まで）。
X-ray move
『MK9』と『MKX』のみ使用可能。スーパーメーターを3セクション消費することで使用できる、いわゆる超必殺技。初撃がヒットするとさながら「X線（X-Ray）」のように皮膚や骨を透過する演出が入り、相手の部位を破壊ないし損傷させて大ダメージを与える（ガードされるか初撃がヒットしなかった場合は不発に終わる）。
プレイヤーキャラクターの与ダメージ量は3〜4割程度だが、ボスキャラクターがこちらに与えるダメージ量は5割ほどあり、初撃がガード不能な場合も。逆にこちらがボスキャラクターに与えるダメージ量は大幅に補正がかかる。
Faction Kill
『MKX』限定のフィニッシュムーブ。ネット対戦モードの「Faction War」でのみ発動でき、所属する組織のメンバーがプレイヤーキャラクターに代わってトドメを刺すシステムである。各組織ごとに5つずつ用意されており、3つ目以降は特定の条件を満たすことで解放される。
Quitality
初出は『MKX』。ネット対戦中に通信を切断すると、使用キャラクターの首が飛んだり、どこからともなく飛んできた槍に貫かれて死亡するなどプレイヤーにペナルティが課せられる。
Fatal Blow
初出は『MK11』。残り体力が30％以下まで減少すると発動でき、ヒットすると相手に大ダメージを与える逆転技。不発に終わった場合も、時間経過によって再度発動できる。
Krushing Blow
『MK11』のみ導入。特定の条件下で特定のコマンドがヒットした際にスローモーションと同時にカメラがズームになり、よりダイナミックな演出とともにダメージを与えるシステム。

## メディアミックス

### コミック版
米国で発売されたコミック版には液体化するサイバネティック忍者「ハイドロ（Hydro）」など、オリジナルキャラクターが多数登場する。コミック版を初出とするキャラクターのうち、スカーレットが『MK9』にも登場したことに加え、サブ・ゼロとスモークの友情関係など、ゲーム本編に継承されていった設定も多い。また、アニメシリーズもコミック版を原案として制作されている。

### 映画版
- モータル・コンバット

1995年公開。ストーリーは『MK』と『MKII』がベースとなっており、『MK』から『MK3』までのキャラクターが登場。
ただし、シャオ・カーンとライデンが兄弟等、一部ゲームとは異なる設定があるほか、映画には登場しないキャラクターもいる。
- モータルコンバット2

1997年公開。
前作の続編ではあるが、キャストはリュウ・カン役のロビン・ショウ以外変更されている。
- モータルコンバット

2021年公開。上記2作とは違い、人物や世界、ストーリーを一新したリブート作品。

### ドラマ版
舞台は『MK』の500年前。主人公はクン・ラオの先祖である。

## シリーズに対する評価
本シリーズは欧米において人気が高く、対戦格闘ゲームの大会Evolution Championship Seriesの競技種目に選ばれたり、ギネスブックにも様々な記録を残している。
鉄拳シリーズのプロデューサを務める原田勝弘は、独特の世界観や、シリーズ全体でキャラクターやゲストがいたことが人気につながったと、電撃オンラインとのインタビューの中で推測している。
一方、日本国内においては、一部のカルト的な人気にとどまっている。
ライターのBJ Foxは日本における本シリーズの知名度の低さについて、本シリーズにおける残酷表現をコメディ（Komedy〔ママ〕）だとしたうえで、日本の審査当局の切断表現に対する厳しい姿勢や、既に負けた相手を残酷な方法で死に至らせるシステムが日本人に受け入れられなかったためではないかと推測している。このほかにも、第一作における実写のキャラクターや操作性の悪さや、出荷台数の少なさなどが、日本における知名度の低さの理由として挙がっている。